# Европейски козодой
Европейският козодой (Caprimulgus europaeus), известен още като нощна лястовица или мраченик или само Козодой, е нощна прелетна птица, единствен представител на разред Козодоеподобни в Европа и западната половина на Азия. Среща се и в България.

## Физическа характеристика
Козодоят е с големината на кос, дължина на тялото 26 см и размах на крилете 55 см., крилете и опашката са дълги и тесни - приспособени за бърз и маневрен полет. Клюнът е къс и нежен, а устата много широка с осезателни четинки в ъглите. Очите са големи и черни. Окраската е кафеникава с множество тъмни петна, ивици и щрихи, наподобявайки напуканата кора на дърво. Има слабо изразен полов диморфизъм. При мъжките първите три махови пера и крайните две опашни пера са с бели петна по външното ветрило, а при женските и младите птици тези петна са по-тъмни с жълтеникав оттенък.

## Начин на живот и хранене
Козодоят е самотна нощна птица с бърз и безшумен полет, която лови насекоми във въздуха, но понякога се храни и на земята, разнообразявайки диетата си с червеи, охлюви, дребни жабчета и др. След залез издава присъствието си с характерен монотонен механичен звук, наподоняващ монотонно жабешко крякане, заради което в съчетание с външността си е наричан още летяща жаба. Издава и редица други звуци, които през брачния период са съпроводени с маневрен полет и шумно припляскване с криле. През деня лежи неподвижно на земята или кацнал на дебел хоризонтален клон и благодарение на отличния си камуфлаж е почти незабележим. Обитава гори, но се среща и в открити местности с храстова растителност, дори и в полупустинни райони. Почти навсякъде е прелетна птица, като в България долита през април-май от Централна и Южна Африка, където зимува, а отлита на юг през октомври.
При застудяване и липса на храна козодоят може да изпадне в летаргично състояние за няколко дни, като дишането му постепенно се забавя, телесната температура пада и тялото му се вцепенява до затоплянето на времето.

## Размножаване
Размножителният период започва през май с токуване на мъжкия – издава продължителен многотонен звук, който се снишава и прекъсва от няколко провиквания и е съпроводен с маневрен полет и шумно пляскане с криле. Женската не прави гнездо; снася направо на земята или в малка дупка две издължени бели яйца, изпъстрени с кафяви петна, които двойката мъти на смени в продължение на 30 дни. Малките се излюпват през деня. Те растат бързо и ако се наложи напускат гнездото преди да се научат да летят. В лоши години някои двойки отглеждат и второто люпило през септември.

## Допълнителни сведения
Поради нощната му активност, начинът на живот на козодоя дълго време е бил обвит в тайнственост. В редица европейски страни е разпространено вярването, че нощем тази птица долита при стадата кози, за да дои животните с широката си уста. Оттам идва и научното му наименование – от лат. Caprimulgus: дояч на кози. Всъщност козодоите се навъртат около домашните животни заради изобилието от паразитиращи насекоми и такива, привлечени от животинската тор.